# Kanat de Bakú

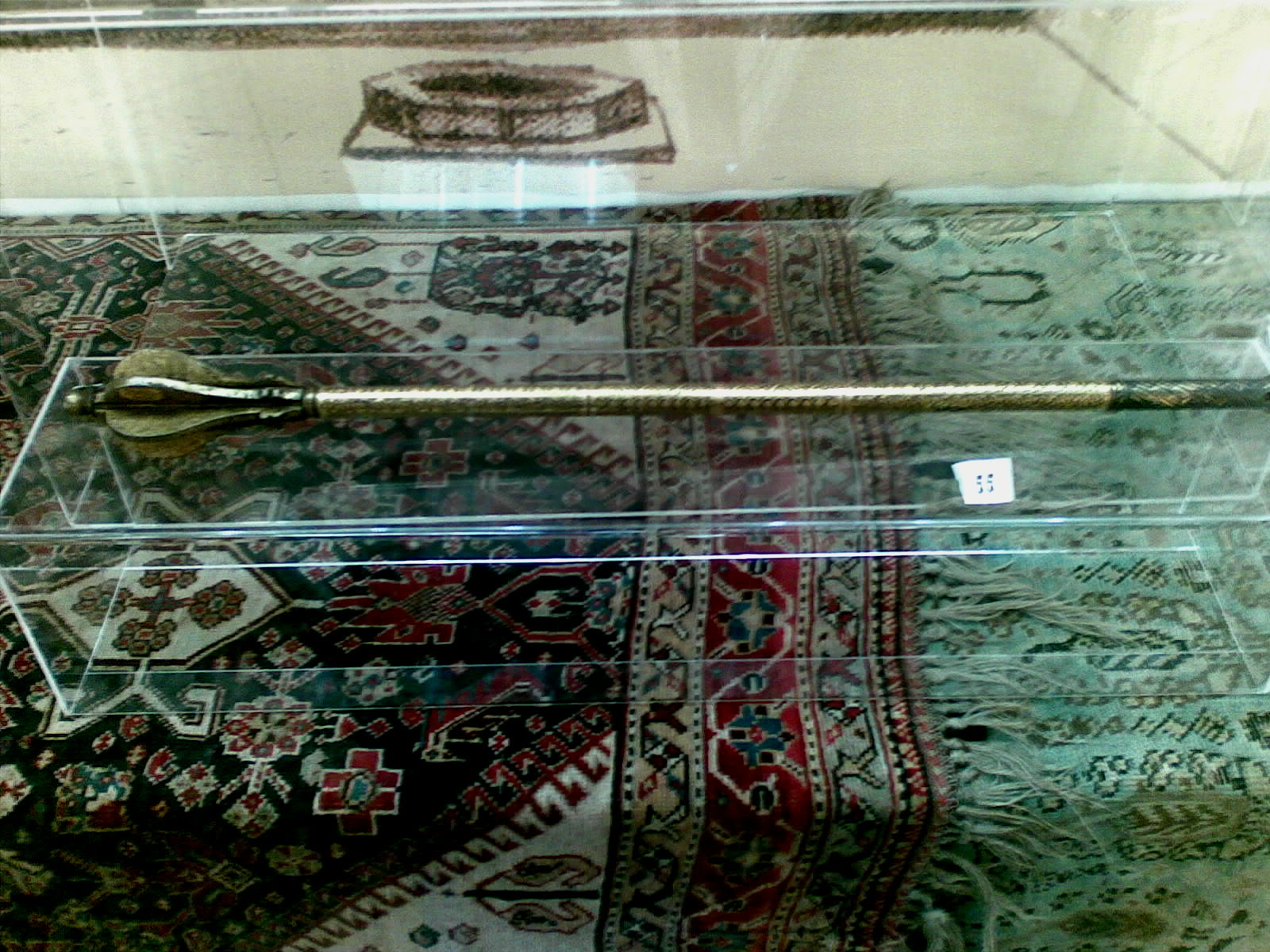
Buncugh del kanat de Bakú, preservat al Museu d'Història Nacional d'Azerbaidjan

El Kanat de Bakú (en persa: خانات باکو, Khānāt-e Baku) fou un principat autònom musulmà sota sobirania persa, que va existir entre 1747 i 1806 al voltant de la ciutat de Bakú. Al principi una província de l'imperi safàvida, esdevingué pràcticament independent després de l'assassinat de Nadir Xah i el debilitament de l'autoritat central dins Pèrsia a causa de les lluites pel poder. El seu territori es troba avui dia dins d'Azerbaidjan.

## Història
Durant la Guerra Russo-persa (1722-23), Bakú, la qual era anteriorment una possessió safàvida, va ser ocupada per tropes russes. Tanmateix, quan van saber dels èxits militars de Nadir-Xah Afxar a Pèrsia, i de l'amenaça que representava per Rússia, van acordar cedir Bakú a Pèrsia un altre cop el 1735. El xah va nomenar Mirza Muhammad Khan I fill de l'influent cap tribal Dargah Quli Khan (qui descendia dels Afxaris qizilbatxis als que es van concedir terres prop de Bakú el 1592), per esdevenir un kan feudal. En aquest punt, el Khan era pràcticament i oficialment un vassall del xah de Pèrsia; tanmateix, esdevingué independent el 1747, quan Mirza Muhammad es va rebel·lar contra l'imperi afxàrida persa després de la mort de Nadir-Xah Afxar poc temps abans. Com que l'Imperi era en situació caòtica després de la mort del xah, la revolta va triomfar fàcilment, i tot i que Bakú formalment va restar un vassall persa, el Khan era pràcticament independent en les seves accions i decisions.
El 1768, el Khan de Quba, Fath Ali Khan, va ocupar Bakú per la força, i després d'una ocupació de dos anys va instal·lar el seu germà Abd Allah Beg, abans kan titella de Xirvan, com a nou Khan, passant a ser Bakú una nova dependència de Quba. Tanmateix, el 1772, el fill de Mirza Muhammad, Malik Muhammad Khan va reclamar Bakú i va esdevenir el nou kan. Després del seu govern, el qual va durar fins a la seva mort el 1783, el seu fill Mirza Muhammad Khan II va esdevenir kan, però el 1791 el tron va ser ocupat per l'oncle de Mirza Muhammad, Muhammad Quli Khan (pare de l'escriptor Abbasgulu Bakikhanov). Després d'un govern curt de dos anys va perdre al seu torn el tron davant del seu nebot Husayn Quli Khan, que era el fill del seu germà Hadjli Ali Quli. El 13 de juny de 1796, una flotilla russa va entrar a la badia de Bakú, i un guarnició de tropes russes es va col·locar per la força a la ciutat. Més tard, tanmateix, el tsar Pau I va ordenar la cessació de la campanya i la retirada de les forces russes després de la mort de la seva predecessora, la tsarina Caterina la Gran. El març de 1797, les tropes tsaristes van abandonar Bakú. Utilitzant aquesta situació al seu avantatge, Mirza Muhammad Khan II es va presentar i va prendre el poder altre cop al kanat; tanmateix, va ser deposat una segona vegada el 1801, un altre cop per Husayn, qui va agafar el poder novament. Mirza Muhammad va fugir i va esdevenir el Khan de Quba de 1809 fins al 1810.
En la Guerra russo-persa que va esclatar en 1804, les forces russes dirigides pel general Pàvel Tsitsiànov van assetjar Bakú i van intentar la conquesta el gener de 1806. Tanmateix, quan les claus de la ciutat van ser entregades al general per Husayn Quli Khan, un cosí d'aquest va disparar a Tsitsianov i el va matar. Sense líder els russos van retrocedir, retardant l'ocupació final de la ciutat per un any, però van tornar i van ocupar la ciutat l'octubre del mateix any manats pel general Bulgakov. Husayn Quli Khan havia fugit la ciutat entremig dels setges, i tot i que va continuar considerant el kanat com a seu, els russos el van annexionar poc després. En el Tractat de Gulistan (1813), la dinastia qajar persa van reconèixer l'annexió russa dels seus vassalls del Caucas, incloent Bakú, i va abandonar totes les seves reclamacions; tanmateix, van passar diversos anys abans els russos no van formar una nova administració a Bakú.

## Llista de Kans
| Monarca                | Període de govern | Relació amb el(s) Predecessor(s) |
| ---------------------- | ----------------- | --- |
| Mirza Muhammad Khan I  | 1735-1768         | Fill de Dargah Quli Khan. |
| Fath Ali Khan          | 1768-1770         | Khan de Quba, va ocupar Bakú. |
| Abd Allah Beg          | 1770-1772         | Va rebre Bakú del seu germà Fath Ali Khan. Khan de Xirvan 1769-1770. |
| Malik Muhammad Khan    | 1772-1783         | Fill de Mirza Muhammad Khan I, va reclamar Bakú. |
| Mirza Muhammad Khan II | 1783-1791         | Fill de Malik Muhammad Khan. |
| Muhammad Quli Khan     | 1791-1792         | Fill de Mirza Muhammad Khan I. Va deposar Mirza Muhammad Khan II. |
| Husayn Quli Khan       | 1792-1797         | Fill de Hadjli Ali Quli, i aquest fill de Mirza Muhammad Khan I. |
| Mirza Muhammad Khan II | 1797-1801         | Fill de Malik Muhammad Khan. Va recuperar Bakú del seu nebot Husayn Quli Khan. Khan de Quba 1809-1810.                                                                             |
| Husayn Quli Khan       | 1801-1806 (1813)  | Fill de Hadjli Ali Quli, i aquest fill de Mirza Muhammad Khan I. Va recuperar Bakú del seu nebot Mirza Muhammad Khan II. Deposat el 1806, el kanat annexionat oficialment el 1813. |